# Gelbblättriger Spei-Täubling
Der Gelbblättrige Spei-Täubling  oder Kleine Dotter-Täubling (Russula rutila) ist ein Pilz aus der Familie der Täublingsverwandten. Es ist ein seltener, rothütiger und scharf schmeckender Täubling mit dottergelbem Sporenpulver, der in Laubwäldern unter Rotbuchen, Hainbuchen oder Eichen wächst.

## Merkmale

### Makroskopische Merkmale
Der recht feste, starre Hut ist 3–6 (–8) cm breit. Er ist zuerst gewölbt, dann ausgebreitet und schließlich niedergedrückt bis trichterförmig vertieft. Der Rand ist ziemlich stumpf, lange Zeit glatt und erst im Alter leicht und kurz gerieft. Die Huthaut ist bei Trockenheit matt oder zumindest nicht glänzend und meist nur zu einem Drittel abziehbar. Der Hut ist meist intensiv rot gefärbt, die Mitte neigt aber dazu, strohgelb bis cremeocker auszubleichen. Die Farbe kann aber auch mehr nach Rosa oder Orange tendieren.
Die stumpfen Lamellen stehen ziemlich eng und sind 6–7,5 mm hoch. Sie sind erst strohgelb und dann ockergelb gefärbt und sind sehr gleichmäßig und niemals untermischt. Vereinzelt können sie gegabelt sein. Das Sporenpulver ist dottergelb (IVd nach Romagnesi).
Der weiße und leicht bereifte Stiel ist 3–6 cm lang und  0,5–2 cm breit. Er ist zuerst fest und voll, doch wird er später zerbrechlicher und ist dann schwammig oder unregelmäßig gekammert. Der zylindrische oder an der Basis verdickte Stiel neigt nicht zum Grauen und ist niemals rosa oder rötlich überlaufen.
Das weiße Fleisch ist zunächst recht fest, dann aber weich und brüchig und hat einen scharfen Geschmack. Der Geruch ist leicht fruchtig. Die Guajakreaktion ist negativ.

### Mikroskopische Merkmale
Die Sporen sind 7,5–10 µm lang und 6,5–8 µm breit und dicht mit isoliert stehenden, stacheligen Warzen besetzt, von denen teilweise dünne Verbindungslinien ausgehen, die aber nicht netzig verbunden sind. Die Basidien sind 34–38 µm lang und 10–14 µm breit. Die Zystiden sind meist spindelförmig und 52–82 µm lang und (5,7–) 6,5–10 µm breit.
Die Pileozystiden sind zylindrisch, spindelförmig oder keulig. Sie sind 6–8 (–10) µm breit und oft leicht inkrustiert.

## Ökologie
Der Täubling ist wie alle Täublinge ein Mykorrhizapilz, der mit verschiedenen Laubbäumen eine Partnerschaft eingehen kann. Seine wichtigsten Wirte sind Eichen, Rotbuchen und Hainbuchen. Man findet den Pilz in Eichen-Hainbuchen- oder auch Buchenwäldern in milden Lagen auf lehmigen Böden, wie Kalk-Braunerden und Pelosolen über Kalk, Mergel oder Basalt.

## Verbreitung

Europäische Länder mit Fundnachweisen des Gelbblättrigen Spei-Täublings.
Legende:
Länder mit Fundmeldungen
Länder ohne Nachweise
keine Daten
außereuropäische Länder

Die seltene, europäische Art kommt vorwiegend in der gemäßigten, subatlantischen Klimazone vor und wurde vorwiegend in Westeuropa nachgewiesen.
Die Art wurde vereinzelt in Westdeutschland nachgewiesen. Auf der deutschen Roten Liste wird der Täubling in der Gefährdungskategorie RL2 geführt.

## Systematik

### Infragenerische Systematik
Der Gelbblättrige Speitäubling steht in der Untersektion Maculatinae (Urentinae), die unterhalb der Sektion Insidiosinae (Subgenus Insidiosula) steht. Die Vertreter dieser Untersektion haben meist rote, gelbe oder purpurrote Hüte. Sie schmecken scharf und haben ein gelbes Sporenpulver.

### Formen und Varietäten
- Russula rutila f. oxydabilis  Romagn.  1962

Der Hut ist 3–7 cm breit und rosa-rötlich bis rot gefärbt. Manchmal kann er auch mehr oder weniger orange oder rosa gefärbt sein und in der Mitte ockergelb oder cremefarben verblassen. Die Huthaut ist glänzend und über die Hälfte abziehbar. Die Lamellen stehen weniger dicht als beim Typus und sind gelb. Der weiße Stiel ist manchmal rosa überlaufen. Das Fleisch schmeckt scharf. Die Guajakreaktion ist schwach positiv.

## Bedeutung
Der Gelbblättrige Speitäubling ist wie alle Vertreter der Untersektion Maculatinae ungenießbar bis leicht giftig.